# Cena produktu bankowego
Cena produktu bankowego – wyrażona w jednostkach pieniężnych wartość, którą nabywca musi zapłacić za produkt bankowy. Na cenę produktu bankowego mogą składać się oprocentowanie, opłaty, marże i prowizje. Dodatkowym elementem wpływającym na cenę produktu bankowego mogą być również koszty ubezpieczeń wymagane przez bank przy korzystaniu z produktów kredytowych.
Ustalając cenę danego produktu można wykorzystać wszystkie wyżej wymienione elementy albo pewną ich kombinację. Sposób określania oraz wysokość ceny danego produktu bankowego jest determinowana przez warunki, w których bank funkcjonuje. W szczególności są one uzależnione od segmentu rynku, na którym aktywny jest bank, oraz grupy docelowej klientów, do których skierowana jest jego oferta produktów bankowych.